# Eueupelmus cornutus
Eueupelmus cornutus är en stekelart som beskrevs av Girault 1931. Eueupelmus cornutus ingår i släktet Eueupelmus och familjen hoppglanssteklar. Inga underarter finns listade i Catalogue of Life.